# Січан (космодром)
28°14′46″ пн. ш. 102°01′36″ сх. д. / 28.246016666667° пн. ш. 102.02655555556° сх. д.
Січан (Xīchāng Weìxīng Fāshè Zhōngxīn) — китайський космодром. Діє з 1970. Розташований за 64 км від міста Січан, провінція Сичуань.

## Розташування космодрому
Космодром Січан побудований в 1984 році. Він розташований в провінції Сичуань біля підніжжя хребта Даляншань, має координати 28 град. пн.ш. і 102 град. с.д.(приблизно на широті мису Канаверал). З цього космодрому запускаються РН CZ — 3, призначені для виводу КА на геостаціонарну орбіту. Значна наближеність цього космодрому до екватора в порівнянні з космодромом Цзюцюань дає енергетичний виграш при виведенні КА на геостаціонарну орбіту. Оскільки цей космодром використовується для комерційних запусків КА, з 1988 року він відкритий для відвідування іноземними фахівцями, які представили його детальний опис.
- Космодром на карті Google Maps

## Технічна характеристика
Діапазон азимутів запуків РН з цього космодрому становить 94-104 град.,номінальний азимут пусків з космодрому Січан — 97 град. Траса польоту пролягає на південний схід і проходить через декілька невеликих городків, населення яких на час запуску не евакуювалося, оскільки китайські фахівці упевнені у високій надійності РН CZ — 3. На час запуску евакуювалося лише населення, яке проживає у безпосередній близькості до космодрому (з території 5 км²).
У разі виникнення аварійної ситуації, що вимагає знищення РН, вона буде підірвана з таким розрахунком, щоб уламки не впали в населених районах. На космодромі Січан створені усі умови для транспортування вантажів. До космодрому веде залізнична гілка, а також двосмугова шосейна дорога від міста Січан. Там же знаходиться і аеропорт, в який доставляється корисне навантаження. Штаб-квартира цього космодрому знаходиться практично в центрі міста Січан. Поруч розташований готель, оснащений сучасними засобами зв'язку.
На космодромі Січан розташовані два стартові комплекси (СК). Один СК призначений для запуску РН сімейства CZ — 3 і має одну пускову установку . Зборка РН зазвичай проводиться на стартовому майданчику, але у зв'язку з використанням цих РН для виведення на комерційній основі корисного навантаження інших країн спеціально було побудовано будівлю для роботи з високотехнологічним устаткуванням. У ній здійснюються зборка третього ступеня і стикування її з КА. Передстартова підготовка на цьому СК займає близько 20 днів.
Другий СК, що знаходиться на відстані близько 1 км, має дві пускові установки: одна призначена для запусків РН CZ — 2E важкого класу, інша (за 300 км до північного заходу) — РН CZ — 3A, CZ — 3B, CZ — 3C, а також РН CZ — 2E з різними третіми східцями. Передстартова підготовка на цьому СК триває 11-12 тижнів.
Монтажно-випробувальний корпус (МВК) розташований на території технічної зони на відстані 2,2 км від пускової установки. Наявне тут устаткування дозволяє здійснювати зборку трьох РН одночасно. Ступені РН після зборки і перевірки знову розстиковуються і доставляються на стартовий майданчик.
На стартовому комплексі розташовані:
- будівля для обслуговування КА, що примикає до будівлі Міка. У будівлі обладнано «чисте» приміщення розміром 42×18 м і встановлений кран вантажопідйомністю 15 т;
- будівля для заправки паливом КА. Заправлені апарати в цій будівлі поміщатимуться в контейнер для доставки на стартову позицію. У нім також передбачено «чисте» приміщення;
- будівля площею 123 м² для зберігання і підготовки твердопаливних двигунів, зокрема апогеїв;
- будівля для рентгенодефектоскопії твердопаливних двигунів. У будівлі передбачені засоби для охолодження двигунів, що полегшує виявлення дефектів;
- житлові будівлі для обслуговчого персоналу. Вони розташовані приблизно за 2,5 км від стартового майданчика.

Для забезпечення пусків використовуються вимірювальні пункти в містах Січан, Їбінь, Гуйян, а також корабельні «Юаньван».

## Історія запусків
З 1984 року по 2000 рік з космодрому Січан проведені 28 пусків, з них 22 успішних, 3 аварійних орбітальних (коли КА виведені на нерозрахункові орбіти) і 3 аварійних були комерційними.